# Express AM4
O Express AM4 era um satélite de comunicação geoestacionário russo da série Express, construído pela EADS Astrium, e era de propriedade da empresa estatal Russian Satellite Communications Company, com sede em Moscou. O satélite foi baseado na plataforma Eurostar-3000 e sua vida útil estimada era de 15 anos. O mesmo saiu de serviço em 18 de agosto de 2011.

## História
O Express AM4, que foi lançado no mês de agosto de 2011, e que seria responsável por serviços de internet e televisão digital para a Rússia e mais 11 países da Comunidade dos Estados Independentes (CEI), mas, após um erro na orientação do bloco acelerador Briz-M o satélite acabou sendo colocando em uma órbita errada. Os engenheiros russos perderam o contato com o mesmo e não conseguiram retomar o controle desde então.
Inicialmente foi estimado que seria possível usar o Express AM4 para transmitir internet banda larga para a Antártida, o que faria do satélite o primeiro a fornecer serviços de banda larga para este continente, mas, apesar de todos os esforços não foi possível usar o satélite para esta tarefa. O mesmo acabou sendo enviado a uma reentrada controlada e destrutiva sobre o Oceano Pacífico no dia 28 de março de 2012.
A comissão de especialistas que investigou as causas da falha concluiu que os técnicos se equivocaram com os parâmetros de programação do bloco acelerador. O erro acabou levando o Briz-M a uma orientação incorreta e lançando o satélite para uma órbita não planejada. A agência russa garantiu que os outros sistemas do Briz-M responderam corretamente.

## Lançamento
O satélite foi lançado ao espaço no dia 18 de agosto de 2011, às 21:25 UTC, por meio de um veículo Proton-M/Briz-M a partir do Cosmódromo de Baikonur, no Cazaquistão. Ele tinha uma massa de lançamento de 5.775 kg.

## Capacidade e cobertura
O Express AM4 era equipado com 30 transponders em banda C, 28 em banda Ku, 2 em banda Ka e 3 em banda L planejados para fornecer cobertura de alto desempenho sobre a Rússia e os países da CEI, que agrupa 11 antigas repúblicas soviéticas. Mas, infelizmente não foi possível colocar o satélite na órbita pretendida e foi declarado totalmente perdido em 30 de agosto de 2011.